# Depression (Geologie)
Eine Depression im Sinne der Geologie ist eine tektonisch verursachte Senke auf dem Festland, die tiefer liegt als der Meeresspiegel.

## Definitionen und Bedingungen

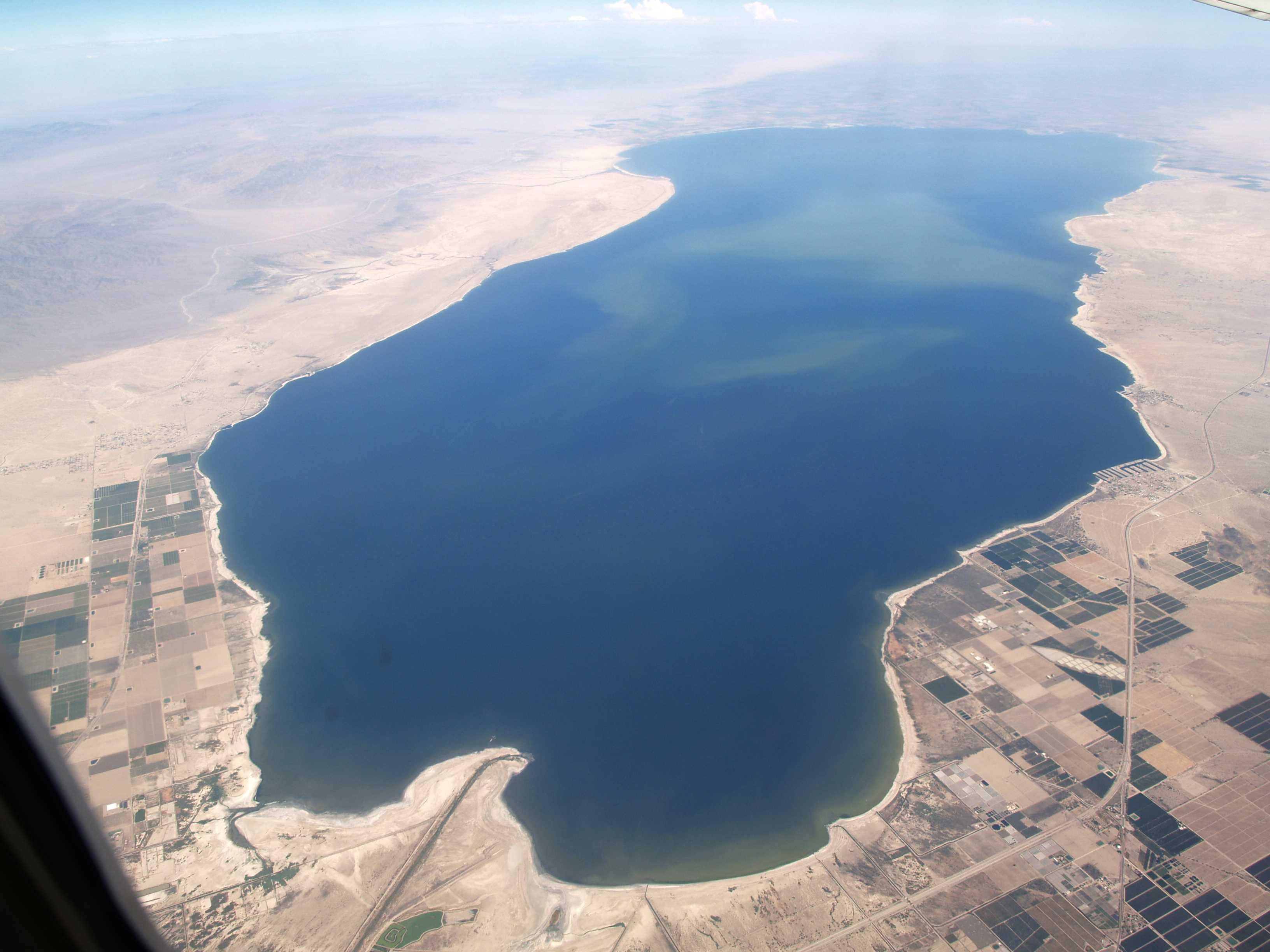
Der sogenannte Salton-Trog in Kalifornien ist eine geologische Depression. Ein tektonisch aktives Dehnungsbecken das bis ca. 84 m unter Meeresspiegelniveau reicht, mit dem Saltonsee, einem 980 km^{2} großen Salzsee, an seiner tiefsten Stelle.

Die Depression ist eine Senke, deren Grund niedriger als der Spiegel des Weltmeeres liegt. Geomorphologische wie auch andere geografische Senken sind von Niederungen zu unterscheiden, die nur teilweise von höherem Gelände umgeben sind, so dass ihr Boden überwiegend über dem Abflusshorizont liegt. Nur in Klimaregionen, wo die Niederschlagsmenge geringer ist als die Verdunstung, können Depressionen als natürlicherweise begehbares Land unter Meeresniveau oberflächlich erkennbar sein. An der tiefsten Stelle haben sie einen Salzsumpf oder Salzsee, dessen Wasserspiegel nicht selten starken jahreszeitlichen Schwankungen unterliegt.
Befindet sich dagegen tiefer als der Meeresspiegel gelegener Boden unter dem Wasser eines Sees, nennt man das eine Kryptodepression, also verborgene Depression. Begehbare Depressionen gibt es in feuchten Klimaregionen nur durch menschliche Eingriffe. Flächenmäßig am bedeutendsten ist knapp unter dem mittleren Meeresspiegel gelegenes dauernd entwässertes Marschland, Abdämmungsdepressionen wie die niederländischen Polder. Die tiefreichendsten Depressionen in feuchten Regionen sind Tagebaue, die entweder zurzeit ausgebeutet und entwässert werden, oder nach ihrem Auflassen noch nicht vollständig verfüllt oder gewässert worden sind.

## Bedeutende natürliche Depressionen
| Land                                                | Region            | Ort                        | Seespiegel | Tiefste Stelle |
| --------------------------------------------------- | ----------------- | -------------------------- | ---------- | -------------- |
| Israel Palästina Jordanien                          | Jordantal         | Totes Meer                 | −425 m     | −0.800 m       |
| Israel Syrien                                       |                   | See Genezareth (Süßwasser) | −212 m     | −0.255 m       |
| Dschibuti                                           |                   | Assalsee                   | −155 m     |                |
| Volksrepublik China                                 | Turfan-Senke      | Aydingkol-See              | −155 m     |                |
| Ägypten                                             |                   | Qattara-Senke              |            | −0.133 m       |
| Ägypten                                             | Fayyum-Becken     | Qarun-See                  | −042 m     | −0.045 m       |
| Algerien                                            | Aurès             | Schott Melghir             |            | −0.40 m        |
| Marokko                                             | Westsahara        | Sabcha Tah                 |            | −0.55 m        |
| Eritrea                                             | Afar-Dreieck      | Danakil-Depression         |            | −0.110 m       |
| Äthiopien                                           | Afar-Dreieck      | Koba-Senke                 |            | −0.115 m       |
| Argentinien                                         | San-Julián-Becken | Laguna del Carbón          | −0.105 m   |                |
| Vereinigte Staaten                                  | Death Valley      | Badwater                   |            | −0.085,5 m     |
| Russland Iran Kasachstan Aserbaidschan Turkmenistan | Kaspische Senke   | Kaspisches Meer            | −028 m     | −1.023 m       |
| Tunesien                                            |                   | Chott el Gharsa            |            | −0.017 m       |
| Australien                                          |                   | Eyre-See                   | −011 m     | −0.017 m       |

## Kryptodepressionen
Eine Kryptodepression ist eine Depression mit einem See, dessen Spiegel höher als der Meeresspiegel liegt. Ihr Boden liegt verborgen (kryptos, griechisch für „verborgen“) unter dem See. In feuchtem Klima werden Hohlformen bis zum Überlaufen mit Seen ausgefüllt. Daher gibt es hier außer bei künstlicher Entwässerung nur Kryptodepressionen. Diese entstanden besonders häufig als Folge eiszeitlicher Vergletscherung wie rund um die Ostsee und bei den Randseen der Hochgebirge. Bei solchen Fjordseen haben Gletscher die Täler bis unter den Meeresspiegel ausgeschürft. Endmoränen oder Felsriegel oder viele hundert Kilometer Landmasse halten die Seespiegel hoch und Meerwasser fern.

### Kryptodepressionen im Alpenraum
| See           | Seespiegel   | Tiefe | Tiefste Stelle |
| ------------- | ------------ | ----- | -------------- |
| Gardasee      | 065 m s.l.m. | 346 m | -281 m s.l.m.  |
| Comer See     | 197 m s.l.m. | 425 m | -228 m s.l.m.  |
| Lago Maggiore | 193 m ü. M.  | 372 m | -179 m ü. M.   |
| Iseosee       | 185 m s.l.m. | 251 m | -66 m s.l.m.   |
| Luganersee    | 271 m ü. M.  | 288 m | -17 m ü. M.    |

### Kryptodepressionen in Norddeutschland
| See                | Seespiegel                     | Tiefe  | Lage der tiefsten Stelle       |
| ------------------ | ------------------------------ | ------ | ------------------------------ |
| Hemmelsdorfer See  | 00,1 m unter dem Meeresspiegel | 39,4 m | 39,5 m unter dem Meeresspiegel |
| Schaalsee          | 34,8 m                         | 72 m   | 36,5 m unter dem Meeresspiegel |
| Plöner See         | 21 m                           | 56 m   | 35 m unter dem Meeresspiegel   |
| Tollensesee        | 14,8 m                         | 45,6 m | 30,8 m unter dem Meeresspiegel |
| Arendsee           | 23 m                           | 50 m   | 27 m unter dem Meeresspiegel   |
| Kummerower See     | 00,2 m                         | 23,3 m | 23,1 m unter dem Meeresspiegel |
| Ratzeburger See    | 03,4 m                         | 24,4 m | 21 m unter dem Meeresspiegel   |
| Schweriner See     | 37,8 m                         | 52,4 m | 14,6 m unter dem Meeresspiegel |
| Großer Stechlinsee | 59,6 m                         | 70 m   | 10,4 m unter dem Meeresspiegel |
| Malchiner See      | 00,8 m                         | 10,8 m | 10 m unter dem Meeresspiegel   |

### Kryptodepressionen in Nordamerika
| See                    | Seespiegel | Tiefe | Lage der tiefsten Stelle      |
| ---------------------- | ---------- | ----- | ----------------------------- |
| Cayuga Lake            | 116 m      | 133 m | 17 m unter dem Meeresspiegel  |
| Großer Bärensee        | 156 m      | 446 m | 290 m unter dem Meeresspiegel |
| Großer Sklavensee      | 156 m      | 614 m | 458 m unter dem Meeresspiegel |
| Huronsee               | 176 m      | 229 m | 53 m unter dem Meeresspiegel  |
| Michigansee            | 176 m      | 281 m | 105 m unter dem Meeresspiegel |
| Oberer See             | 184 m      | 406 m | 222 m unter dem Meeresspiegel |
| Ontariosee             | 75 m       | 244 m | 169 m unter dem Meeresspiegel |
| Seneca Lake (New York) | 136 m      | 188 m | 52 m unter dem Meeresspiegel  |

### Kryptodepressionen in Südamerika
| See                               | Seespiegel | Tiefe | Lage der tiefsten Stelle      |
| --------------------------------- | ---------- | ----- | ----------------------------- |
| Lago Argentino                    | 187 m      | 500 m | 313 m unter dem Meeresspiegel |
| Lago Buenos Aires/General Carrera | 217 m      | 586 m | 369 m unter dem Meeresspiegel |
| Lago Cochrane                     | 153 m      | 460 m | 307 m unter dem Meeresspiegel |
| Lago O’Higgins/San Martín         | 250 m      | 836 m | 584 m unter dem Meeresspiegel |

### Tektonische Kryptodepressionen
Die tiefsten Kryptodepressionen haben jedoch oft einen tektonischen Ursprung und befinden sich bei Grabenbrüchen: Das tiefste Beispiel weltweit ist der Baikalsee. Ferner ist auch der Tanganjikasee tektonischen Ursprungs.
| See           | Seespiegel | Tiefe  | Tiefster Punkt                 |
| ------------- | ---------- | ------ | ------------------------------ |
| Baikalsee     | 456 m      | 1642 m | 1186 m unter dem Meeresspiegel |
| Malawisee     | 468 m      | 0706 m | 238 m unter dem Meeresspiegel  |
| Tanganjikasee | 782 m      | 1470 m | 688 m unter dem Meeresspiegel  |

## Abdämmungsdepression
An flachen Meeresküsten und in manchen Flussmündungen wird durch die Eindeichung und ständige Entwässerung wenig unter dem Meeresspiegel liegendes Land künstlich von Meerwasser frei gehalten und als Kulturland genutzt – hier spricht man von der Abdämmungsdepression. So liegt mehr als ein Viertel der Niederlande tiefer als der Meeresspiegel bei Mittelwasser. Die mit 3,54 m unter NN tiefste Abdämmungsdepression in Deutschland befindet sich in Neuendorf-Sachsenbande im Kreis Steinburg.